# Fun and Games
"Fun and Games" es el noveno episodio de la sexta temporada de Better Call Saul, serie de televisión derivada de Breaking Bad. Fue dirigido por Michael Morris y escrito por Ann Cherkis. El episodio se emitió en AMC y AMC+ el 18 de julio de 2022, antes de debutar en línea en ciertos territorios en Netflix al día siguiente. En el episodio, Gus Fring discute la muerte de Lalo Salamanca con el cartel, Mike Ehrmantraut ata un cabo suelto y Jimmy McGill y Kim Wexler lidian con las consecuencias del asesinato de Howard Hamlin.
"Fun and Games" recibió elogios de la crítica, particularmente por el desarrollo de sus personajes y las actuaciones de Bob Odenkirk y Rhea Seehorn como Jimmy y Kim. Marca la aparición final de Giancarlo Esposito (Gus Fring). Un estimado de 1.22 millones de espectadores vieron el episodio durante su primera transmisión en AMC.

## Trama
Jimmy y Kim se van a trabajar de manera normal mientras Mike y sus hombres eliminan todos los rastros del asesinato de Howard de su apartamento. Cuando regresan y observan que todo esta como antes, ambos se van a un hotel; antes de dormir, Jimmy le asegura a Kim que eventualmente olvidarán lo que pasó,  pero Kim no reacciona a sus palabras.
Gus se reúne con los miembros del cartel en la casa de Don Eladio. Juan Bolsa lee la declaración de Héctor Salamanca afirmando que Gus mató a Lalo, ya que Lalo contactó a Héctor después de su supuesta muerte pero ahora está desaparecido. Sin pruebas de la supervivencia inicial de Lalo, Eladio rechaza el pedido de venganza de Héctor. Para mantener la paz, Eladio divide el territorio de drogas del área de Albuquerque: los Salamanca controlarán el Valle Sur, mientras que Gus recibe el área del norte. Más tarde, Gus le dice a Mike que busque un nuevo equipo para reanudar de inmediato la construcción del laboratorio de metanfetamina. Para celebrar, Gus visita un bar de vinos y conversa con David, su sommelier favorito, disfrutando de su compañía antes de acortar la visita. Tras revisar el documento falso que encontró en su casa, Mike visita al padre de Nacho, Manuel en su tienda y le informa de su muerte y dice que los Salamanca ya no lo atacarán y que se enfrentarán a la "justicia". Manuel le dice con desdén a Mike que no es diferente de los criminales con los que se relaciona.
Jimmy y Kim asisten al funeral de Howard en HHM y se enteran por Rich de que la empresa reducirá su tamaño y cambiará de nombre. Tras entregarle las condolencias, la viuda de Howard, Cheryl, les pregunta sobre las circunstancias de su muerte. Kim desvía la culpa al sugerirle a Cheryl que no se dio cuenta del supuesto problema de drogas de Howard, lo que provoca que Cheryl rompa a llorar. A la mañana siguiente y abrumada por la culpa, Kim entrega su licencia de abogado, el cual comunica durante una audiencia en la que representaba a un cliente. Ya en la noche en casa, un Jimmy desesperado le ruega a Kim que lo reconsidere, pero descubre que ha empacado sus pertenencias. Kim le dice a Jimmy que lo ama, pero que son malos el uno para el otro y solo lastimarán a quienes los rodean. Ella revela que sabía de la supervivencia de Lalo antes de que apareciera en su apartamento, pero no se lo dijo a Jimmy por temor a que pusiera en peligro su plan contra Howard, que disfrutó en demasía pero ahora lamenta. Luego, entre lágrimas, lo deja.
El dolor por perder a Kim hace que, tiempo después, Jimmy abrace por completo la personalidad de Saul Goodman, viviendo en una gran mansión, frecuentando prostitutas y conduciendo un Cadillac DeVille de 1997, con su icónica matrícula "LWYRUP", a su oficina recién renovada para reunirse con sus clientes. 

## Producción
"Fun and Games" fue escrita y dirigida por los veteranos de Better Call Saul, Ann Cherkis y Michael Morris, respectivamente. El episodio estuvo dedicado a Julia Clark Downs, una abogada de Albuquerque que consultó para el programa con respecto a sus presentaciones del sistema legal. Downs murió el 5 de octubre de 2021 en un accidente de tráfico.
El episodio marcó el final de la historia del cartel de la droga en Better Call Saul. Giancarlo Esposito hizo su última aparición como Gus Fring, mientras que Jonathan Banks hizo solo dos breves apariciones más como Mike Ehrmantraut. El montaje de apertura del episodio tenía de 12 a 16 páginas en el guion de Cherkis. El concepto de dirigir un montaje no era nuevo para Morris, ya que había trabajado en uno para el episodio de la cuarta temporada "Quite a Ride". Dijo que probar los accesorios para la escena inicial tomó mucho tiempo y precisión. Se grabó una versión musical de "Perfect Day" de Harry Nilsson, de Dresage y Slow Shiver, para la introducción para acomodar el tiempo de ejecución. : 8:26–9:16 Para la escena entre Mike y Manuel se colocó una valla que simbolizaba el encarcelamiento. Esposito y Reed Diamond, quien interpretó a David, trabajaron juntos anteriormente en la película para televisión Homicide: The Movie. Algunas de las imágenes utilizadas durante el memorial de Howard Hamlin fueron tomadas de la cuenta personal de Instagram del actor Patrick Fabian, ligeramente editadas para evitar anacronismos.
La escena de la ruptura se ensayó para planificar cómo el equipo filmaría la escena con Morris, el director de fotografía Marshall Adams, los operadores de cámara Matt Credle y Jordan Slovin, y Dolly Grip Eli Schneider en la misma habitación. Rhea Seehorn, que interpreta a Kim, lo describió como un baile íntimo orquestado para rodar la escena con un número mínimo de cortes. Morris mencionó que "cubrieron esencialmente cada lado de toda la conversación moviéndose de una habitación a otra en una sola toma, y no usamos una cámara de mano, lo que solo significa que tuvimos que construir una pista rodante muy, muy precisa y un plan de sonido para cubrirlo, y el set no fue realmente construido para ese tipo de cosas. Fue un gran esfuerzo de todos cubrir la escena de esa manera, pero quise hacerlo porque después de haberlo ensayado con ellos, sabía que esta no era una escena que quisieras romper... porque estaban muy arriba del momento y hubiéramos perdido tanto. El ensayo fue enorme para nosotros".
Morris dijo que filmaron la transición al flashforward de la escena final de una "manera poco convencional" al no enfocarse en la reacción facial de Jimmy a la "última vez que verá este apartamento probablemente en algún sentido real" y cortando al futuro donde "no es él más. Así fue como nos acercamos a eso. Filmamos cada lado de esto en una toma ininterrumpida de una habitación a otra y retrocediendo. Es por eso que la cámara se mueve más de lo que la cámara se mueve a menudo en una escena como esta en Better Call Saul . En lugar de tratar de mantener un pico emocional en [su] rostro, prefiero estar en la habitación con él y dejarlo morir".
Existe cierta ambigüedad en torno a la duración del salto de tiempo al final del episodio. Si bien las fechas en la matrícula de Saul y el cartel de discapacitado pueden indicar que las escenas finales tienen lugar alrededor de 2005, el productor ejecutivo de Better Call Saul, Thomas Schnauz, declaró que los eventos pueden tener lugar más cerca de 2007. Sin embargo, Schnauz aclaró más tarde que de hecho podría ser 2005, ya que no estaba al tanto de las fechas que se muestran, aunque su estimación se basó en las discusiones de la sala de escritores. Explicó que, "En última instancia, no importa en qué año termine [el episodio]. Es Saul Goodman completo, antes de los eventos de [Breaking Bad]".

## Recepción

### Respuesta crítica
"Fun and Games" fue recibido con elogios de la crítica. En el agregador de reseñas Rotten Tomatoes, el 100% de nueve reseñas son positivas, con una calificación promedio de 9.5/10. El episodio recibió cinco de cinco estrellas por Scott Tobias de Vulture, cuatro y media de cinco estrellas de Nick Harley de Den of Geek, y calificaciones "A–" de Kimberly Potts  de The AV Club  y Steve Greene de IndieWire.  Greene dijo que el episodio ofreció una "dosis de la angustia bellamente elaborada que este programa ha perfeccionado. Es una hora de rostros de personas obligadas a considerar lo que ahora está roto en sus propias vidas, ya sea que se culpen o no por haber hecho la ruptura real".  Entertainment Weekly incluyó "Fun and Games" en su lista de "Los 33 mejores episodios de televisión de 2022".
La escena entre Gus y David fue analizada por varios críticos, quienes concluyeron que Gus no estaba dispuesto a iniciar una relación porque no quería arriesgarse a poner en peligro a un ser querido. Harley dijo que era la primera escena que desafiaba su percepción de Gus, y deseó que el programa hubiera explorado más los pensamientos y emociones del personaje antes de su final.  Greene elogió la dirección de la escena y escribió: "Es un tipo de interacción genuina y no calculada que Gus rara vez tiene (o que él mismo rara vez tiene)".  Alan Sepinwall de Rolling Stone lo describió como "notable", "encantador" y "terriblemente triste" y elogió la actuación de Esposito como Gus. Sepinwall también dijo que la escena entre Gus y el cartel fue tensa porque se sintió como el final de sus historias en Better Call Saul.  La escena entre Mike y Manuel también fue bien recibida. Tobias lo llamó "extraordinario" y dijo que la descripción de Mike por parte de Manuel era un recordatorio para la audiencia de la verdadera naturaleza de Mike como reparador: "Está tan completamente inmerso en este mundo despiadado de explotación y muerte que ha perdido el contacto con la forma en que la gente común procesa la pérdida o la muerte, buscar justicia. Su bondad es solo relativa a las víboras en su esfera.” Harley lo felicitó y dijo que era "el tipo de material duro y oscuro de la noche del alma que las historias de Mike producen con tanta frecuencia, y es tan excelente y desgarrador como el resto". 
El desarrollo del personaje de Jimmy hasta convertirse en la persona que era en Breaking Bad recibió elogios. Tobias dijo que la transición de la partida de Kim a la nueva vida de Jimmy fue "brillante": "No necesitamos completar los pasos que llevaron a Jimmy de aquí a allá porque Jimmy McGill se mudó junto con Kim. Ahora es Saul Goodman las 24 horas del día, los 7 días de la semana". Greene escribió sobre el personaje: "Hay una línea muy delgada que separa lo que Jimmy sabe que es verdad y lo que quiere que sea verdad. 'Fun and Games' está lleno de estas últimas, pequeñas declaraciones que casi puedes verlo tratando de convertir en realidad. Todo lo que necesitas para completar ese salto en el tiempo que termina el episodio... está en ver a Jimmy suplicar por una última oportunidad para hacer las cosas bien. Y luego fracasando". 
Las actuaciones de Bob Odenkirk y Rhea Seehorn como Jimmy y Kim fueron elogiadas por la crítica. Sepinwall lo llamó una "maravilla de actuación absoluta" de los dos actores. Michael Hogan de Vanity Fair dijo que había "tantas actuaciones y diálogos increíbles" en la escena de la ruptura que "tienes que dar un paso atrás y contemplar la pièce de résistance".  Tobias dijo que Seehorn "clavó el momento como de costumbre".  Harley pensó que la partida se sentía bien para una serie como Better Call Saul y dijo que los dos actores eran "extraordinarios": "Casi físicamente puedes ver a Jimmy tratando de aguantar mientras Kim se aleja de él. Se siente honesto, como una ruptura real, y no demasiado histriónico o escenificado".  Harley predijo que Kim regresaría y dijo que no era un "adiós apropiado" para el personaje.  Potts sintió que la ruptura "se movió demasiado rápido", pero sin embargo le dio al episodio una crítica positiva, y señaló cómo Odenkirk y Seehorn "muestran una sinceridad terriblemente real".  TVLine nombró a Seehorn el artista de la semana que terminó el 23 de julio de 2022: "Seehorn fue magistral y desgarrador... Fue una salida impresionante, y realmente esperamos que no sea la última que veamos de Kim Wexler. Disfrutamos demasiado viendo a Rhea Seehorn para eso".

### Calificaciones
Un estimado de 1.22 millones de espectadores vieron "Fun and Games" durante su primera transmisión en AMC el 18 de julio de 2022.